# Chilla (cantão)
Chilla é um cantão do Equador localizado na província de El Oro.
A capital do cantão é a cidade de Chilla.